# Прохорова Олена Володимирівна
Олена Володимирівна Прохорова (рос. Елена Владимировна Прохорова; нар. 16 квітня 1978, Кемерово, Російська РФСР) — російська легкоатлетка, що спеціалізується на багатоборстві, срібна призерка Олімпійських ігор 2000 року, чемпіонка світу. Заслужений майстер спорту Росії.

## Біографія
Олена Прохорова народилася 16 квітня 1978 року в Кемерово. Тренувалася під керівництвом Анатолія Канашевича. Закінчила факультет фізичної культури та спорту Кемеровського державного університету.
У 2000 році представила Росію на Олімпійських іграх у Сіднеї. Там виступила дуже вдало, ставши срібною призеркою змагань. Наступного сезону також дуже успішно виступала. Спершу стала срібною призеркою чемпіонату світу в приміщенні у п'ятиборстві, а пізніше чемпіонкою світу в семиборстві. У 2002 році до своїх нагород добавила титул чемпіонки Європи у приміщені. На чемпіонаті світу 2003 року зупинилася за крок від медалі, ставши четвертою. Олімпійські ігри 2004 року Прохорова завершила на п'ятому місці, після чого призупинила свої виступи.
У 2005 році здала позитивну допінг пробу в не змагальний період, за що була дискваліфікована на рік, з жовтня 2005 року, по жовтень 2006 року.

## Кар'єра
| Рік               | Змагання                      | Місто               | Місце             | Дисципліна        | Примітки          |
| Представник Росія | Представник Росія             | Представник Росія   | Представник Росія | Представник Росія | Представник Росія |
| ----------------- | ----------------------------- | ------------------- | ----------------- | ----------------- | ----------------- |
| 1999              | Чемпіонат Європи серед молоді | Гетеборг, Швеція    | 2                 | семиборство       | 6011              |
| 2000              | Олімпійські ігри              | Сідней, Австралія   | 2                 | семиборство       | 6531              |
| 2001              | Чемпіонат світу в приміщенні  | Лісабон, Португалія | 2                 | п'ятиборство      | 4711              |
| 2001              | Чемпіонат світу               | Едмонтон, Канада    | 1                 | семиборство       | 6694              |
| 2002              | Чемпіонат Європи в приміщенні | Відень, Австрія     | 1                 | п'ятиборство      | 4622              |
| 2003              | Чемпіонат світу               | Париж, Франція      | 4                 | семиборство       | 6452              |
| 2004              | Олімпійські ігри              | Афіни, Греція       | 5                 | семиборство       | 6289              |